# Sceptrophasma langkawicense
Sceptrophasma langkawicense är en insektsart som beskrevs av Brock och Francis Seow-Choen 2000. Sceptrophasma langkawicense ingår i släktet Sceptrophasma och familjen Diapheromeridae. Inga underarter finns listade i Catalogue of Life.